# فرودگاه بین‌المللی کورونل فلیپ وارلا
فرودگاه بین‌المللی کورونل فلیپ وارلا (به انگلیسی: Coronel Felipe Varela International Airport) (به زبان بومی: Aeropuerto Coronel Felipe Varela) یک فرودگاه همگانی مسافربری با کد یاتا CTC است که یک باند فرود آسفالت دارد و طول باند آن ۲۸۰۰ متر است. این فرودگاه در شهر کاتامارکا کشور آرژانتین قرار دارد و در ارتفاع ۴۶۴ متری از سطح دریا واقع شده‌است.

## شرکت‌های هواپیمایی و مقصدهای پروازی
| شرکت‌های هواپیمایی                                    | مقصدهای پروازی                                          |
| ---------------------------------------------------- | ------------------------------------------------------- |
| ارولینیاس آرژانتیناس                                 | محله هوایی یورگ نوبری، کاپیتان ویسنت الماندوس الموناسید |
| Aerolíneas Argentinas اجرا توسط اوسترال لینئاس آئراس | محله هوایی یورگ نوبری                                   |